# Amphisbetia bicuspidata
Amphisbetia bicuspidata is een hydroïdpoliep uit de familie Sertulariidae. De poliep komt uit het geslacht Amphisbetia. Amphisbetia bicuspidata werd in 1816 voor het eerst wetenschappelijk beschreven door Lamarck. 